# Dvakačovice
Dvakačovice település Csehországban, a Chrudimi járásban. Dvakačovice Bořice, Hrochův Týnec, Úhřetice, Vejvanovice, Úhřetická Lhota és Kostěnice településekkel határos. Lakosainak száma 227 fő (2024. január 1.).

## Népesség
A település lakosságának változását az alábbi diagram mutatja:
| Lakosok száma | 362  | 390  | 411  | 310  | 177  | 142  | 172  | 170  | 163  | 227  |
|               | 1869 | 1890 | 1921 | 1950 | 1980 | 2001 | 2017 | 2019 | 2022 | 2024 |